# Clathria ensiae
Clathria ensiae är en svampdjursart som beskrevs av Hooper 1996. Clathria ensiae ingår i släktet Clathria och familjen Microcionidae. Inga underarter finns listade i Catalogue of Life.